# Uddevalla, Strömstads och Marstrands valkrets
Uddevalla, Strömstads och Marstrands valkrets var från extravalet 1887 till det ordinarie valet 1893 en egen valkrets i andra kammaren med ett mandat. Valkretsen, som omfattade städerna Uddevalla, Strömstad och Marstrand, avskaffades vid inför riksdagsvalet 1896, då Uddevalla och Strömstad bildade Uddevalla och Strömstads valkrets medan Marstrand fördes till Marstrands, Kungälvs, Alingsås och Ulricehamns valkrets.

## Riksdagsman
- Carl Collander, AK:s c 1889–1894 (andra riksmötet 1887–1896)